# スティーブン・フッカー

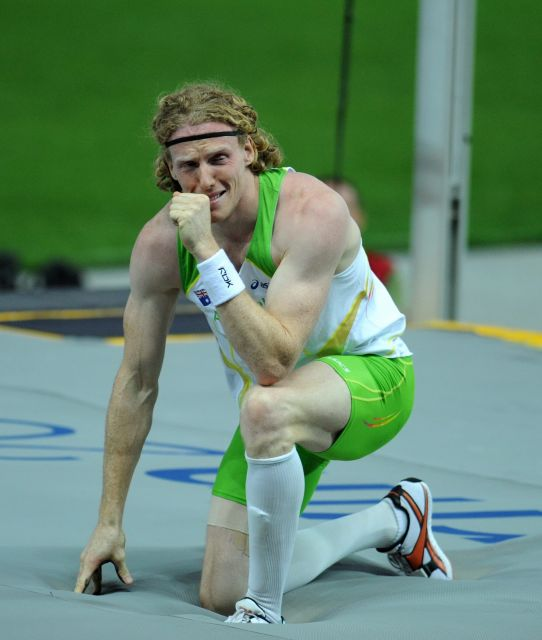
2009年世界陸上競技選手権にて

スティーブン・フッカー（Steven Hooker、1982年7月16日 - ）は、オーストラリアの陸上競技選手で、北京オリンピック男子棒高跳の金メダリストである。
フッカーは、2006年に自国開催されたコモンウェルスゲームズの棒高跳で優勝。翌年の世界選手権では優勝候補と見られていたが、9位という結果に終わった。しかし2008年シーズンは、シーズン序盤の1月に早くも自己ベストの6m00を記録し、6mボウルターの仲間入りを果たした。北京オリンピックでは、ティモシー・マック（アメリカ合衆国）の保持していた記録を1cm上回る5m96のオリンピック新記録をマークし、金メダルを獲得した。これは、1968年メキシコシティーオリンピックの男子800mで優勝したラルフ・ドーベル以来、陸上競技ではオーストラリア勢として40年振りの金メダルとなった。
2009年1月に従来の室内自己記録（5m81）を大きく更新する6m01を記録し、2月には6m06に更新した。これはセルゲイ・ブブカ（ウクライナ）の世界記録6m15に次ぐ史上2位の記録となった（現在は3位）。同年の世界選手権では、足の怪我を抱えて出場。予選は5m65を1回跳んだのみで通過した。決勝では5m85から登場。この時点で彼を含めて4人が残っていたが、この高さを失敗してしまう。しかしパスして挑んだ5m90を1回目でクリアし、わずか2回の試技で優勝を決めた。世界選手権では、1987年に前述のブブカが2回の試技で優勝した例があるが、それと並んで史上最少の試技数での優勝であった。
2013年4月、引退を表明した。

## 主な成績
| 年   | 大会                               | 場所                       | 種目   | 結果         | 記録 |
| ---- | ---------------------------------- | -------------------------- | ------ | ------------ | ---- |
| 2000 | 世界ジュニア選手権                 | サンティアゴ(チリ)         | 棒高跳 | 4位          | 5m20 |
| 2003 | ユニバーシアード                   | 大邱(大韓民国)             | 棒高跳 | 11位         | 5m10 |
| 2006 | コモンウェルスゲームズ             | メルボルン(オーストラリア) | 棒高跳 | 1位          | 5m80 |
| 2006 | IAAFワールドアスレチックファイナル | シュトゥットガルト(ドイツ) | 棒高跳 | 5位          | 5m75 |
| 2006 | IAAF陸上ワールドカップ             | アテネ(ギリシャ)           | 棒高跳 | 1位          | 5m80 |
| 2007 | 世界選手権                         | 大阪(日本)                 | 棒高跳 | 9位          | 5m76 |
| 2007 | IAAFワールドアスレチックファイナル | シュトゥットガルト(ドイツ) | 棒高跳 | 3位          | 5m81 |
| 2008 | 世界室内選手権                     | バレンシア(スペイン)       | 棒高跳 | 3位          | 5m80 |
| 2008 | オリンピック                       | 北京(中国)                 | 棒高跳 | 1位          | 5m96 |
| 2009 | 世界選手権                         | ベルリン(ドイツ)           | 棒高跳 | 1位          | 5m90 |
| 2010 | 世界室内選手権                     | ドーハ(カタール)           | 棒高跳 | 1位          | 6m01 |
| 2010 | IAAFコンチネンタルカップ           | スプリト(クロアチア)       | 棒高跳 | 1位          | 5m95 |
| 2011 | 世界選手権                         | 大邱（韓国）               | 棒高跳 | 予選落ち     | NM   |
| 2012 | ロンドン五輪                       | ロンドン（イギリス）       | 棒高跳 | 決勝記録なし | NM   |

## 記録
- 棒高跳（屋外）　6m00　（2008年1月27日、世界歴代12位タイ）
- 棒高跳（室内）　6m06　（2009年2月7日、世界歴代3位）
- 200m　21秒78　（2004年3月27日）